# Иофан, Борис Михайлович
Борис Михайлович Иофа́н (16 [28] апреля 1891, Одесса, Херсонская губерния — 11 марта 1976, Барвиха, Московская область) — советский архитектор, один из ведущих представителей сталинской архитектуры, соавтор и главный архитектор неосуществлённого проекта Дворца Советов, народный архитектор СССР (1970), лауреат Сталинской премии второй степени (1941).
Одессит Борис Иофан в 1914 году уехал в Италию, где получил академическое архитектурное образование, первый опыт профессиональной деятельности и примкнул к международному коммунистическому движению. В 1924 году Иофан вернулся в СССР и построил ряд жилых и общественных зданий в Донбассе и в Москве; в 1927—1933 годах по проекту Иофана был построен крупнейший жилой комплекс Москвы — Дом ЦИК и СНК СССР. С 1931 по 1953 год Иофан — главный архитектор Управления строительства Дворца Советов. На первом и втором конкурсе проектов Дворца Иофан выступил с модернистскими предложениями, на третьем и четвёртом — с монументальными проектами башен-зиккуратов. Канонический облик Дворца, увенчанного гигантской статуей В. И. Ленина, был разработан в 1933—1937 годах совместно Иофаном, В. А. Щуко и В. Г. Гельфрейхом. В 1943 году, после прекращения строительства и демонтажа собранных конструкций Дворца, Иофан составил «свердловский вариант» проекта, в 1947—1956 годах — ещё шесть вариантов уменьшенной высоты и кубатуры.
Во второй половине 1930-х годов Иофан создал проекты павильонов СССР на всемирных выставках в Париже и Нью-Йорке и станции метро «Бауманская». Избегая копирования приёмов классической архитектуры, Иофан развивал собственный стиль, использовавший ступенчатое наложение вертикальных плит, пилонов или стел для создания подчёркнуто экспрессивных образов. Весной 1948 года Иофан приступил к проектированию Главного здания МГУ на Ленинских горах, но несколько месяцев спустя попал в опалу и был отстранён от ведения крупных проектов. После смерти И. В. Сталина архитектор работал над планировочными решениями новых и реконструируемых районов Москвы.

## Ранние годы

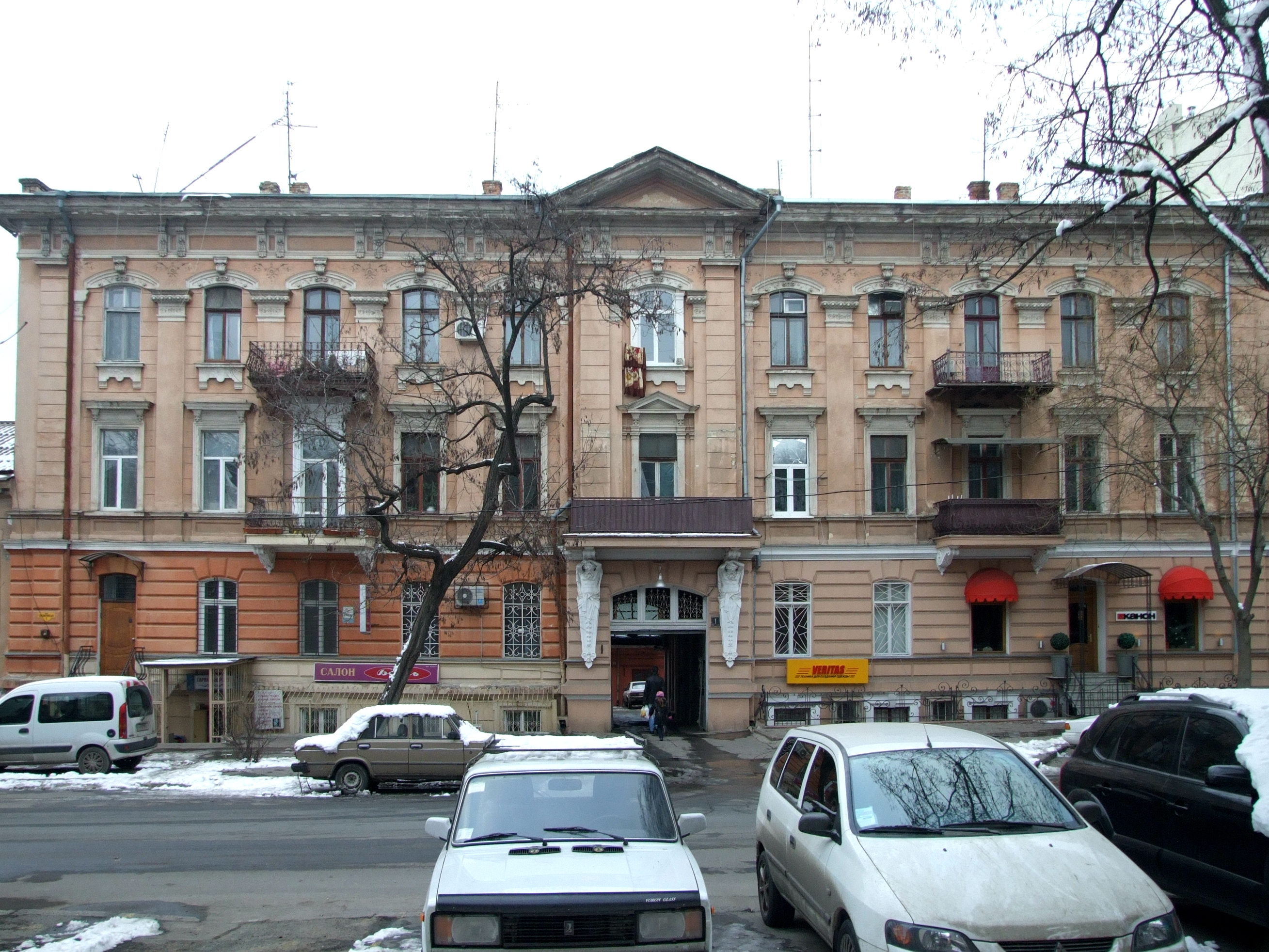
Дом Иофанов на Елисаветинской улице

Борух (Борис) Иофан родился 16 (28) апреля 1891 года в Одессе в семье могилёвского мещанина Шлоймы Шмулевича (Шлёмы Шмуйловича) Иофана (1850 — 14 марта 1912) и Голды Иофан. Семейство, по одесским меркам, считалось средним классом и снимало квартиру в «доме с атлантами» на Елисаветинской улице. В советские годы Иофан писал в автобиографии, что его отец служил швейцаром в гостинице, но более вероятно, что Иофан-старший был её администратором или даже владельцем. Все его дети получили достойное образование: Дмитрий (Шмуль, 1879—?) и Борис стали архитекторами, Софья (1881—?) — художником, Анна (Аннета, 1884—?) — учителем, Раиса (Раша, 1885—?) — акушеркой. Все они стали известны под русскими именами в связке с отчеством Михайлович или Михайловна. До 1917 года смена имени предполагала переход из иудаизма в православие, но, судя по тому, что и Дмитрий, и Борис подвергались ограничениям в связи с процентной нормой, ни один из них не крестился. Смена имени была для Иофанов лишь вынужденным ответом на антисемитизм, а для Бориса — ещё и отражением его левых взглядов, которые позже привели его к вступлению в Итальянскую коммунистическую партию.
Братья Иофаны обучались в одесской художественной школе — негосударственном среднем училище для мальчиков и девочек, не связанном «процентной нормой», которое помимо художественной подготовки давало и общее образование по программе реального училища. Выпускники одесской школы имели право поступать в петербуржскую Академию художеств без вступительных экзаменов; Дмитрий Иофан, окончив школу в 1901 году, поступил в Академию и окончил её в 1911 году. Карьера Дмитрия поначалу складывалась удачно: совместно с С. С. Серафимовым он выиграл конкурс на здание Главного казначейства на набережной Фонтанки, а затем получил подряд на проектирование и строительство доходного дома Бурмистрова на Большой Дворянской.
Борис поступил в одесскую школу в возрасте 12 лет в 1903 году. К этому времени российская архитектура уже пережила увлечение модерном и отвергла его. Молодой Борис не ценил ни модерна, ни преобладавшей в Одессе эклектики 1880-х годов; его вкусы склонялись к «лаконическому» варианту классицизма. Классический мотив статуи дюка де Ришельё, возвышающейся над ступенями Потёмкинской лестницы, позже повторится в проектах выставочных павильонов и Дворца Советов. Окончив школу в 1911 году с дипломом техника-архитектора, Борис отправился отбывать воинскую повинность в Екатеринослав, и после недолгой службы уехал в Петербург. Не сумев поступить в Академию, он подрабатывал помощником у И. И. Долгинова и А. А. Таманяна. Он помогал Дмитрию в работе над домом Бурмистрова и восхищённо следил за строившимся тогда же зданием германского посольства. Мотивы здания, спроектированного Петером Беренсом и построенного Людвигом Мис ван дер Роэ, в 1940-е годы воплотятся в проектах Бориса Иофана. Таманяновский проект многофункционального доходного дома Щербатова в Москве, в свою очередь, предвосхитил будущий «Дом на набережной».

## Итальянский опыт
В России начала XX века академический гран-тур оставался непременной частью профессиональной подготовки архитектора; через мастерские Парижа и Рима прошли А. В. Щусев, И. В. Жолтовский и множество иных современников Иофана. Борис Иофан, воспользовавшись советом и денежной помощью Дмитрия, уехал в Италию незадолго до начала Первой мировой войны. Посетив по пути Париж и Пизу, он поступил на третий курс Королевского института изящных искусств при Римском университете (в XXI веке отделение университета «Сапиенца»). В консервативной программе обучения, со слов Иофана, «господствовал модерн». Стилистика конца столетия была ему чужда. Не увлекала его и архитектура ректора института Манфредо Манфреди: по мнению Иофана, «мастер высокой культуры и больших знаний, к сожалению, был верным воспитанником школы восьмидесятых [1880-х] годов — этого ужасного, на мой взгляд, периода архитектурного безвременья». Иофан предпочитал учиться непосредственно на памятниках римской античности; преподаватели этому не препятствовали, а, напротив, поощряли изучение классики.
В 1916 году Иофан окончил курс в Королевском институте и продолжил обучение в Высшей инженерной школе при Римском университете; тогда же он начал практическую работу как дипломированный архитектор. Он быстро обзавёлся полезными знакомствами в среде итальянских строителей и внутри русской диаспоры — как с эмигрантами-аристократами, так и со сторонниками большевиков. Ему довелось работать под началом Антонино Либери и Густаво Джованнони, а главным авторитетом и учителем Иофана стал Армандо Бразини. Активный сторонник Муссолини и в будущем доверенный архитектор Джузеппе Вольпи, Бразини в 1910-е годы ещё не был признанным мастером, и зарабатывал дизайном интерьеров и сценографическими заказами. Годичная стажировка в его фирме (предположительно, в 1918 году) началась с конфликта: Браззини предпочитал работать с глиняными моделями, а Иофан — с набросков углём; в итоге, как писал первый биограф Иофана И. Ю. Эйгель, «старший признал правоту младшего, а Иофан на всю жизнь усвоил необходимость проектировать на моделях».
Круг собственных проектов, реализованных Иофаном в Италии, точно не установлен. И. Ю. Эйгель перечисляет пять общественных зданий в разных провинциях Италии, «особняк», «многоквартирный дом» и «жилые дома типа коттеджей» в Риме, но попытки исследователей XXI века идентифицировать на местности эти дома и коттеджи не имели успеха. Лишь три проекта (в том числе один неизвестный Эйгелю) сохранились в форме авторских графических листов. Первой достоверно известной и идентифицированной работой Иофана стала поминальная часовня на римском кладбище Кампо-Верано. Достоверно известны и обстоятельства работы Иофана над расширением кладбища в Нарни, реализованным в упрощённом по сравнению с проектом виде. Сам Иофан в автобиографии подробно рассказывал лишь об электростанции в Тиволи, которую ему однажды пришлось отключить, чтобы сорвать фашистское сборище в Риме — но какой-либо документации о его работе в Тиволи не сохранилось.

## Брак, политическая деятельность и переезд в СССР

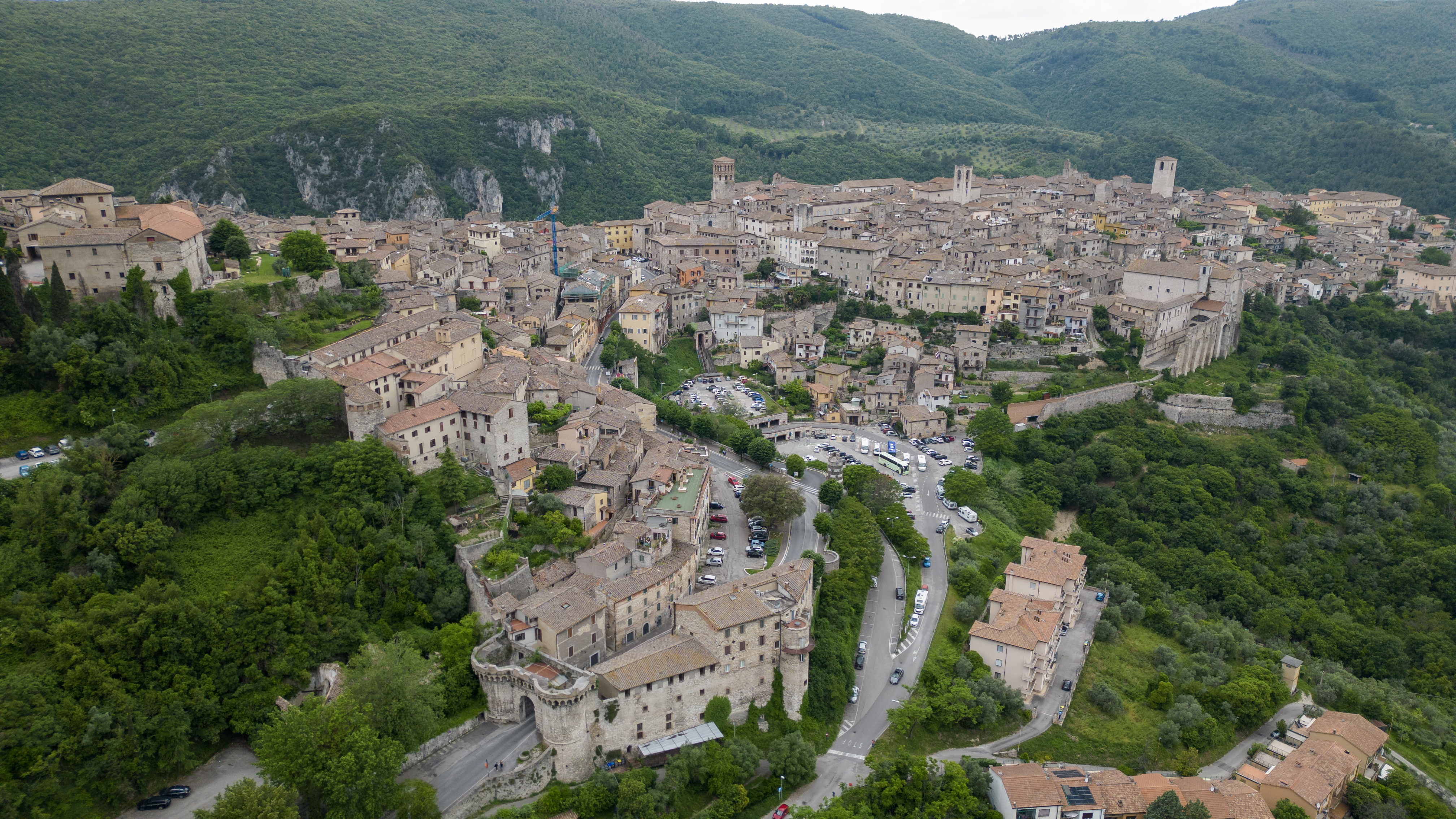
Панорама Нарни в 2023 году

Вероятно, уже в 1916 году Иофан встретил в Нарни Ольгу Фабрициевну Огарёву (1883—1961) — дочь герцога Фабрицио Сассо-Руффо (1846—1911) и княгини Натальи Александровны Мещерской (1849—1918). В 1908 году Ольга вышла замуж за офицера-гвардейца Бориса Огарёва; в этом браке родились дочь Ольга (1909, Париж — 1986, Москва) и сын Борис (1911 или 1910, Санкт-Петербург — ?). После рождения второго ребёнка супруги расстались. Княгиня Мещерская, а вслед за ней и Ольга с детьми обосновались в Италии, в просторной вилле, построенной на месте бывшего монастыря Ле-Грацие близ Нарни. Часть виллы отводилась под учреждённую Ольгой частную школу, часть — под пансион для эмигрантов из России.
Ольга и Борис поддерживали отношения с левыми итальянскими радикалами, в их доме часто гостили коммунист Карло Фарини и социалистка Чезира Фиори. Агент Коминтерна А. А. Визнер устраивал на вилле, с ведома хозяйки и при прямом участии Иофана, встречи итальянских левых с нелегалом из Москвы В. А. Дёгтем. В мае 1921 года, когда Иофан был в отъезде, вилла была разгромлена отрядом чернорубашечников; Ольге с детьми пришлось скрываться у знакомых в городе. В том же 1921 году, после выделения промосковской части итальянских социалистов в обособленную Итальянскую коммунистическую партию, Иофан и Ольга вступили в ряды итальянских коммунистов.
Итальянская полиция настаивала на выдворении Визнера, Иофана и Ольги, но пришедший в 1922 году к власти Муссолини не соглашался, опасаясь встречных действий СССР в отношении итальянцев. После налёта чернорубашечников на недавно учреждённое представительство РСФСР в Риме он попытался замять конфликт и порекомендовал советским властям учредить полноценное посольство и построить в Риме соответствующее его роли здание. Проектирование нового посольства на берегу Тибра было поручено Иофану. Он сумел создать себе исключительное положение при постпредстве, а затем вошёл в доверие к А. И. Рыкову. В 1924 году Рыков, занявший после смерти В. И. Ленина посты председателя СНК СССР и СНК РСФСР, приехал с супругой на лечение в Италию . Рыковы искренне сдружились с Иофаном и Ольгой, ставшими на время их проводниками по Риму, и настоятельно рекомендовали им переехать в СССР.
Иофан немедленно принял предложение: он больше года не имел заказов, и вряд ли мог рассчитывать на них при фашистском режиме. Вероятно, Ольге решение далось намного сложнее: её родственники пали жертвами красного террора, и её беспокоила судьба детей-подростков. По воспоминаниям Н. А. Рыковой, Ольга с детьми переехала в Москву лишь три года спустя, когда Иофан уже построил семье новый дом на Русаковской улице. Брак Иофана и Ольги остался бездетным. Дети Ольги от первого брака жили в Москве под покровительством отчима; Ольга-младшая стала инженером-химиком, Борис-младший — авиационным техником.

## Первые работы в СССР

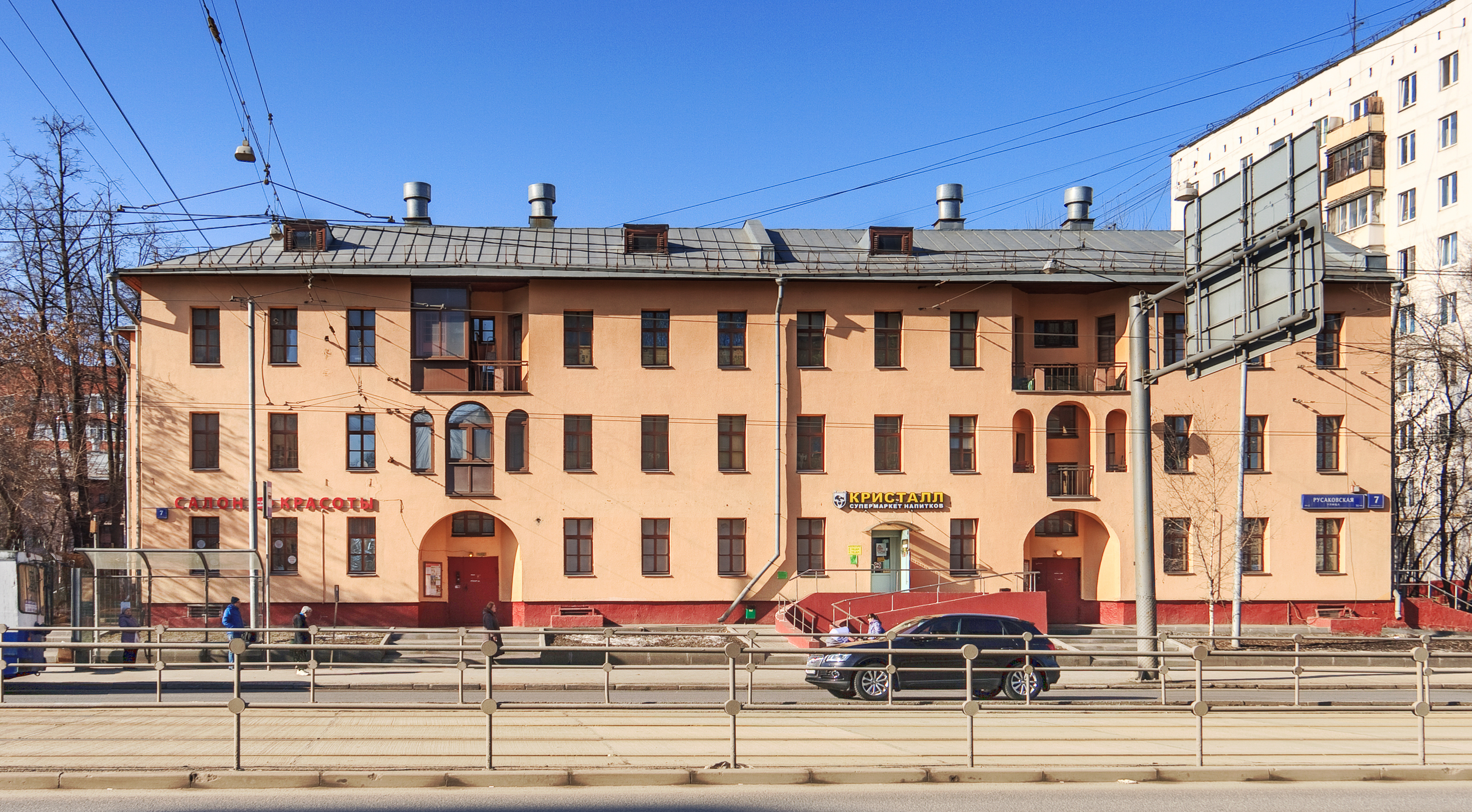
Один из домов посёлка на Русаковской улице. Фото 2017 года

События, последовавшие за переездом Иофана в СССР, И. Ю. Эйгель описывает лаконично: «[в 1924 году] Иофан был принят кандидатом в Российскую коммунистическую партию (большевиков) и выехал в Донбасс на строительство Штеровской электростанции». В действительности, по мнению итальянского исследователя Федерики Патти, имел место необычный и необъяснимый карьерный рост. Никому не известный начинающий архитектор приехал в чужую ему Москву, только начинавшую восстанавливаться после гражданской войны. Он не участвовал в дискуссиях, выставках и конкурсах, он вообще не взаимодействовал с советским художественным сообществом — и сумел в первый же год, минуя все процедуры, получить ряд важных заказов, а в 1927 году возглавил проектирование крупнейшего в Москве «Дома на набережной». Протекция Рыкова помогла Иофану в начале пути, но она не объясняет быстроты его взлёта и его авторитета в среде партийной номенклатуры.

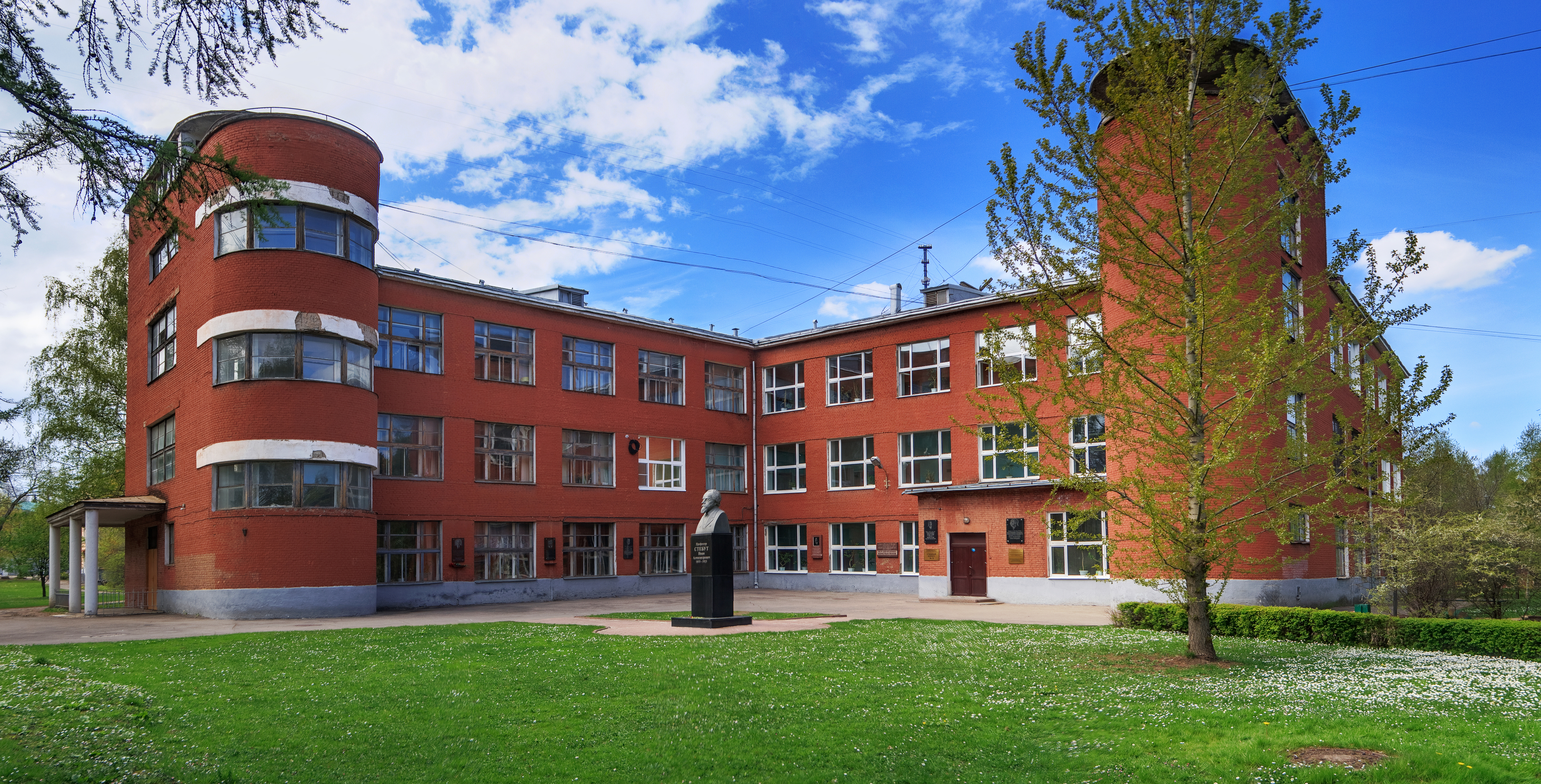
Административный корпус Сельскохозяйственной академии. Фото 2022 года

Первый советский проект Иофана — жилой посёлок Штеровской ГРЭС на две тысячи жителей — был начат постройкой в 1924 году и завершён в 1931 году. Иофан постарался придать ему облик естественно развившегося городка и характерные итальянские черты — насколько позволял бюджет. Первый проект в Москве — посёлок на Русаковской улице — был заложен в 1925 году. «Опытно-образцовые дома для рабочих» строились по инициативе Ф. Э. Дзержинского на средства, конфискованные у «врагов народа». Вероятно, Дзержинский выбрал архитекторов по рекомендации Рыкова, и под впечатлением от иофановского проекта мавзолея Ленина. Основным автором стал Борис Иофан, а работавший в проектном бюро НКВД Дмитрий Иофан обеспечивал «лицензионную чистоту» проекта, пока Борис оформлял разрешение на самостоятельную работу. Иофан и здесь воспроизвёл итальянские мотивы, создав атмосферу южного города. Плоские оштукатуренные стены лишены каких-либо украшений; характерный облик квартала формируют его второстепенные объёмы — подъезды, проёмы, угловые ниши, лёгкие круглые балконы. Городок на Русаковской был полностью завершён в 1926 году и заселён командным составом НКВД. Здесь же поселился и сам Иофан с Ольгой и её детьми от первого брака, и семьи сестёр Иофана, и родители жены Рыкова — что породило ложные слухи о том, что она и Иофан были родственниками. Рыковы и Иофаны поддерживали приятельские отношения до февраля 1937 года; незадолго до ареста Алексей Рыков попрощался с Борисом Иофаном и попросил того более не звонить и не приходить.
В 1926—1927 годы Иофан построил на Воронцовом Поле, на месте сожжённого в 1915 году здания, Опытную станцию института Карпова — симметричную композицию, увенчанную куполом двусветного аудиторного зала. Её стилистика — предельно упрощённая модернизированная неоклассика — непосредственно предвещала будущие Дом на набережной и Дворец Советов. В 1927 году Иофан спроектировал просторный городок Сельскохозяйственной академии, которой тогда руководил старый знакомый архитектора В. А. Дёготь. По мнению В. В. Седова, Иофан неожиданно перешёл «к чистому и какому-то отчаянному конструктивизму», отказавшись и от заветов Бразини, и от каких-либо итальянских мотивов … «сила техноморфной и новаторской архитектуры захватила Иофана полностью». Проект Сельхозакадемии был реализован частично к 1931 году; самая интересная его часть — модернистская композиция из двух аудиторий — построена не была.

## «Дом на набережной» и «Барвиха»

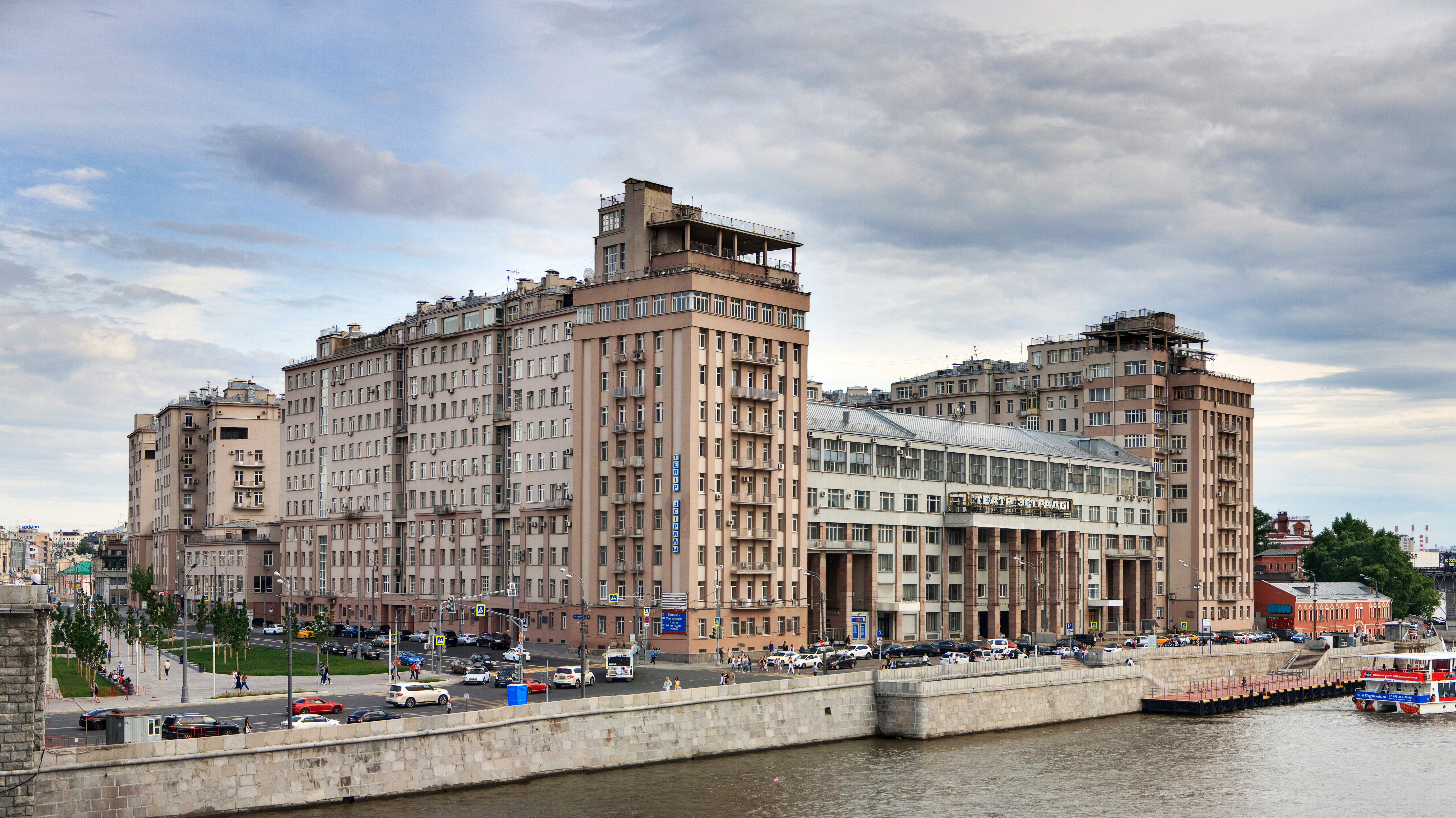
«Дом на набережной». Фото 2017 года

В 1926 году Иофан представил Рыкову план строительства трёх новых жилых комплексов для партийного руководства. Первая очередь — группа семиэтажных монолитных домов с кирпичной облицовкой — располагалась между Никитскими Воротами и Кудринской площади и была рассчитана на 200 квартир, от трёхкомнатных до пятикомнатных. В январе 1927 года Рыков образовал комиссию по постройке и назначил Иофана на пост её главного архитектора. Подчинённый Рыкову секретарь ЦК А. С. Енукидзе утвердил план и бюджет строительства, а через месяц комиссия постановила перенести его ближе к Кремлю, на Моховую улицу, и увеличить вместимость до 400 квартир. Затем участок на Моховой был передан под строительство библиотеки имени Ленина, и в июне 1927 года стройплощадку жилого комплекса перенесли на место Винно-Соляного двора на Всехсвятской улице. Количество квартир возросло до 505, в требованиях к планировке квартир появились комнаты для прислуги. В порядке исключения, высота здания увеличилась до 10 этажей при законодательно установленном максимуме в 6 этажей. Архитектурная пресса негодовала, что столь масштабный объект достался Иофану без конкурса и без обсуждения; это не повлияло ни на его репутацию, ни на ход работ. Они оказались неожиданно сложными и дорогими, и продолжались с лета 1927 года до осени 1932 года, а с учётом благоустройства дворов и набережных — до конца 1933 года.
Строительство сопровождалось множеством происшествий, нарушений и злоупотреблений. Руководителей среднего звена то и дело увольняли или отстраняли от работы, но Иофан отделался лишь выговором за «недоработку мероприятий» и самовольную поездку за границу. Уже в 1931 году он вселился в просторную квартиру на одиннадцатом этаже строящегося дома, ставшую его пристанищем на 45 лет; неподалёку, в бывшем доме Зотова, разместилась его мастерская, в ближайшем будущем — штаб проектирования Дворца Советов. Иофан прочно утвердился в первом ряду советских архитекторов и занял в нём уникальное место посредника между мастерами старой школы и молодыми модернистами. Он не вступал в конфликты с властью из-за сноса старинных памятников, он почти не участвовал в профессиональных дискуссиях, а во время спора между модернистами и Л. М. Кагановичем по поводу проекта библиотеки имени Ленина открыто поддержал власть.
«Дом на набережной» стал крупнейшим и самым заметным из завершённых зданий межвоенной Москвы. Комплекс построен на свайном поле площадью около трёх га. Сваи, забитые до скального основания, несут мощные железобетонные плиты; на них опираются железобетонный каркас и внешние стены из кирпича. Жилые корпуса высотой в 10 и 11 этажей сгруппированы вокруг трёх внутренних дворов, которые соединяются проездами высотой в два-три этажа. В состав комплекса входили «клуб имени Рыкова» с залом на 1300 мест и десятками вспомогательных помещений, кинотеатр «Ударник» на 1500 мест, универсальный магазин, почта, телеграф и разнообразные бытовые службы. Стилистически, по мнению Ю. Л. Слёзкина, «дом на набережной» был переходной формой от конструктивизма к неоклассицизму. Его конструктивистские детали не образуют конструктивистской целостности; его массивные, близко поставленные корпуса по-классически монументальны. По мнению Деяна Суджича, «дом на набережной» и строившийся почти одновременно санаторий «Барвиха» были бесспорными образцами европейского модернизма. В них уже не было итальянской лёгкости, и ещё не было признаков американского ар-деко.
Первая очередь «Барвихи» была построена в 1929—1934 годы по заказу Лечсанупра Кремля и также предназначалась для советской партийной элиты. Авторская обстановка палат «Барвихи» следовала образцам лондонских отелей, а изюминкой проекта стали круглые в плане палаты с циркульными эркерами, каждый из которых имел выход на собственный балкон. Стилистика санатория, по мнению Суджича, склонялась скорее к немецкому модернизму Эриха Мендельсона, нежели к архитектуре Ле Корбюзье или советских конструктивистов; в том же ключе была выдержана и спроектированная в 1921 году дача Рыкова. В загородном санатории Иофан был практически не стеснён «руководящими указаниями» и официальным стилем, обязательным для столичных зданий. М. А. Костюк полагает, что «Барвиха» совмещала в себе новейшие идеи рационалистов и функционалистов и стала единственным проектом Иофана, выполненным безоговорочно в русле советского авангарда.

## Дворец Советов
В конце 1930 или начале 1931 года И. В. Сталин принял решение о строительстве в Москве Дворца Советов. В феврале 1931 года ЦИК СССР учредил трёхуровневую управляющую структуру и включил Иофана в состав её исполнительного звена — Управления строительством Дворца Советов (УСДС). Формально занимая второе после М. В. Крюкова место в иерархии УСДС, Иофан c самого начала принял на себя роль главного архитектора Дворца, а после утверждения в должности занимал её до 1953 года. По мнению С. О. Кузнецова, назначение Иофана состоялось с ведома Сталина, но не по его инициативе: вероятно, Сталин лишь утвердил рекомендацию А. С. Енукидзе. Вышестоящий политический орган, Совет Строительства, возглавил В. М. Молотов, а «человеком Иофана» в Совете стал старый знакомый А. А. Визнер — глава секретариата Молотова.
В 1931—1932 годы Иофан лично формулировал условия конкурсов на проект Дворца и контролировал всю конкурсную документацию, что ставило его в выигрышное положение перед конкурентами. По мнению Алессандро де Маджистриса, Иофан был «настоящим инсайдером, если не серым кардиналом … он стартовал уже с привилегированной позиции». Конфликт интересов породил мнение о том, что проектирование было с самого начала отдано Иофану, а конкурсы служили лишь операцией прикрытия. С. О. Кузнецов полагает, что «Иофан с самого начала действовал как утвержденный главный архитектор строительства. Он планировал конкурс не для того, чтобы найти себе преемника по его результатам. Иофану нужно было собрать с архитектурного мира идеи». Письмо Сталина от 7 августа 1932 года («Из всех планов Дворца Советов план Иофана — безусловно лучший…»), писал Кузнецов, было не актом выбора победителя, а лишь «выражало удовлетворение, что проект главного архитектора, по его [Сталина] мнению, оказался лучше других». Достоверно известно, что уже 6 февраля 1931 года именно Иофан составил и огласил программу проведения трёх творческих конкурсов — закрытого (только для советских архитекторов), открытого международного и ещё одного закрытого. Девятимесячная программа, как представлялось Иофану, давала достаточный запас времени для урегулирования споров и принятия решений на самом верху, но неожиданные сложности с выбором и утверждением места строительства растянули её на два года, и потребовали ввести четвёртый этап конкурса. Иофан, с соавторами Д. М. Иофаном, Д. М. Циперовичем и Н. А. Андреевым, участвовал во всех четырёх этапах — и ни один из представленных им в 1931—1932 годы проектов не предвещал устремлённый ввысь канонический образ Дворца, растиражированный советской пропагандой во второй половине 1930-х годов.
Конкурсные проекты Дворца Советов
На первом этапе (февраль — июль 1931 года) Иофан представил модернистский проект, композиционно восходивший к нереализованному аудиторному корпусу Сельскохозяйственной академии. Объёмы двух залов замыкали противоположные концы просторной площади, в центре которой архитектор разместил вертикальную башню, увенчанную фигурой рабочего. На второй, открытый Всесоюзный конкурс (июль 1931 — февраль 1932) Иофан представил вариант того же проекта. Архитектор остался верен выбранному ранее решению, и лишь изменил расположение его частей. Башня библиотеки Верховного Совета сдвинулась ближе к куполу Большого зала, на ней появился ритмичный вертикальный рисунок рёбер-пилонов, силуэт стал асимметричным. Иофан, наравне с И. В. Жолтовским и Г. Гамильтоном, получил одну из трёх высших премий — но постановление по итогам конкурса (28 февраля 1932 года) указало, что правительство не удовлетворено его итогами. Действуя как активный соавтор, оно продиктовало необходимость иного решения — монументального, компактно-центрического и при этом высотного, с непременным использованием «как новых, так и лучших приёмов классической архитектуры». Язык и дух постановления отражали взгляды не Иофана, а А. В. Щусева, который ранее других осознал, и по-своему направлял вкусы власти; самому же Иофану переход к новой стилистике дался непросто. На третий, закрытый конкурс (март — июль 1932) он представил круглый в плане зиккурат на массивном стилобате. На последнем, четвёртом конкурсе (август 1932 — февраль 1933) Иофан развил тему, сделав башню-зиккурат трёхъярусной и поставив на её карнизе восемнадцатиметровую фигуру «освобождённого пролетария». Высота здания достигла 250 м, пропорции стали гармоничнее, проект прибавил в динамике, которой остро не хватало предыдущему варианту. 10 мая 1933 года он был принят за основу для дальнейшего проектирования. Совет Строительства потребовал увенчать Дворец гигантской скульптурой Ленина, узаконил использование «лучших частей проектов других архитекторов» и «счёл возможным» кооптацию в помощь Иофану других архитекторов.
4 июня 1933 года Совет Строительства назначил соавторами Иофана В. А. Щуко и В. Г. Гельфрейха. 20 февраля 1934 года «Правда» представила новый проект, названный совместной работой трёх равных соавторов; в действительности команды Иофана в Москве и Щуко и Гельфрейха в Ленинграде работали раздельно и не сразу нашли общий язык. Иофан противился увеличению высоты Дворца и предлагал ставить статую Ленина не на оси, а ближе к внешней стене главного зала. Это решение ещё позволяло использовать в качестве несущего каркаса освоенный советскими строителями монолитный железобетон, тогда как увеличение высоты требовало стального каркаса. Щуко и Гельфрейх, напротив, без колебания водрузили статую над куполом Дворца, строго на его оси, а основной объём здания сделали кубическим. Они вынесли разногласия на рассмотрение Совета Строительства, и последний принудил Иофана к компромиссу. По воспоминаниям ленинградца И. Е. Рожина, решение продиктовал лично Сталин: ему нравилась динамика высотной композиции Щуко, но он потребовал заменить «идеологически чуждый» куб главного зала на круглый зиккурат Иофана. В результате к февралю 1934 года появился первый проект, в котором по-иофановски круглый, ребристый и ярусный главный зал был увенчан башней-постаментом и стоящей на ней семидесятипятиметровой статуей.

Сравнение размеров и силуэтов «технического проекта» Иофана-Щуко-Гельфрейха 1937 года и уменьшенных проектов 1948 и 1956 года. Серый силуэт — Москва-Сити в 2019 году, зелёный силуэт — главное здание МГУ

К этому времени Иофан сосредоточился на розыске и закупке строительных технологий, без которых было немыслимо приступать к детальному проектированию. В 1934 году он вместе с Щуко и Гельфрейхом отправился в длительный тур по Европе и США. Главными целями поездки были адаптация проекта под лучшие американские практики и приобретение технологий, а с художественной точки зрения наиболее важным стало посещение стройплощадки Рокфеллер-центра, где с 1931 работал В. К. Олтаржевский. Под влиянием увиденного Иофан переработал вертикальные и горизонтальные членения и усилил мотив ступенчатой вертикальной плиты. Именно «ребристая стилистика» американского ар-деко позволила создать эффектный образ Дворца-небоскрёба. Плоские каннелированные пилоны, образующие его фасад, легко масштабировались на сколь угодно большие высоты и не требовали от проектировщиков больших трудозатрат. Им оставалось лишь подобрать пропорции и выбрать декоративное оформление, что и было в целом завершено к 1937 году. Так возник новый стиль государственных зданий, радикально отличный от неоклассического крыла сталинской архитектуры и конкурировавший с ним за первенство в формировании новой творческой концепции.
В 1937—1939 годы коллектив Иофана составил детальный технический проект Дворца. Строительные работы начались в 1937 году; к концу 1939 года строители под руководством А. Н. Прокофьева завершили работы над фундаментами и приступили к сборке стального каркаса. С началом германского вторжения работы были приостановлены и более не возобновлялись; металлоконструкции Дворца были разобраны для строительства железнодорожных мостов. В декабре 1941 года Иофан эвакуировался с семьёй в Свердловск и продолжил там работу над Дворцом. В конце 1943 года он представил «свердловский вариант» — тяжеловесный, перегруженный скульптурой, утративший динамику и экспрессию довоенного проекта. В 1944—1945 годах свердловская модель демонстрировалась в Кремле и на время стала новым каноническим образом Дворца. Между 1947 и 1956 годами Иофан представил шесть новых вариантов. В вариантах 1947 и 1949 годов он уменьшил высоту до 320 м, в 1953 году увеличил её до 353 м, а в последнем варианте, 1956 года, высотой 270 м, заметно изменил форму основного объёма. Стилистически эти проекты не создали ничего нового — напротив, с каждым новым шагом Иофан возвращался к собственным конкурсным предложениям 1932—1933 годов и в 1956 году отказался от установки статуи на оси купола. Работа над проектом сталинского Дворца завершилась в том же 1956 году, с выходом постановления о переносе площадки на Ленинские горы.

## Авторский стиль
Архитектурный язык Иофана изменялся в течение всей его жизни. Его ранние работы тяготели к итальянской народной традиции и ордерной архитектуре, в проектах второй половины 1920-х годов он переосмыслил идеи конструктивистов и рационалистов, а к середине 1930-х годов сложился его характерный авторский приём — использование ступенчатых вертикальных плит, пилонов или стел для создания подчёркнуто экспрессивных образов. Динамическое наложение или динамический сдвиг вертикальных плоскостей — заимствование из опыта супрематистов, восходящее к графике К. С. Малевича и Я. Г. Чернихова. Использовал Иофан и опыт американского ар-деко, изученного во время поездок в США. Он строго следовал классическому принципу тектонической соразмерности, но в остальном его «пилонный стиль» был классицизму чужд. По мнению C. О. Хан-Магомедова, смена стиля отражала стремление к монументализации общественных зданий. В 1930-е годы монументальность ещё не подразумевала непременного обращения к классическому наследию, что и обусловило возникновение и временный успех «школы Иофана»; кроме него, в схожей стилистике работали А. Я. Лангман, И. Г. Лангбард и соавторы Дворца Советов Щуко и Гельфрейх.
Её первые признаки в работах Иофана проявились в конкурсных проектах Дворца Советов и в особенности в проекте здания Наркомтяжпрома (соавтор А. И. Барановский) — ступенчатой композиции прямоугольных «супрематических» объёмов. Первой же осуществлённой, и наиболее изученной работой стал павильон СССР на Всемирной выставке 1937 года в Париже. Решение главного фасада опиралось на идею движения по восходящей диагонали — от основного горизонтального объёма, вытянутого вдоль берега Сены, через ряд нарастающих в высоту прямоугольных выступов, к стеле главного входа, увенчанной скульптурной группой рабочего и колхозницы работы В. И. Мухиной. В дополнение к вертикальным плитам, «взлёт» фигур подчёркивался тонким рисунком горизонтальных тяг. В композиции павильона, как и в «архитектонах» Малевича, не было ни кривых линий, ни острых углов: его геометрию определял исключительно прямой угол. 
Тот же приём, в большем масштабе, определил и образ павильона на выставке в Нью-Йорке. Конкурс проектов павильона не состоялся из-за ареста И. И. Межлаука; правительство утвердило к постройке предложение Иофана, и поручило детальное проектирование совместно Алабяну и Иофану. Разграничить их вклады невозможно, так как уже к 1970-м годам конкурсная документация была утрачена. Внешний облик павильона — безусловно иофановский. Основной подковообразный объём павильона диаметром 78 м и высотой 17,5 м фланкировали два вытянутых пилона-устоя. Сдвиги образующих их параллельных плоскостей воспринимались при виде сбоку как нарастание масс в сторону входа, а при виде анфас — как ступенчато повышающиеся башни. Внутри «подковы» располагались открытый амфитеатр на 700 зрителей и вертикальный пилон высотой 55 м, нёсший семнадцатиметровую скульптуру рабочего со звездой (скульптор В. А. Андреев). Регламент выставки ограничивал высоту павильонов на отметке 45 м, но советская сторона добилась исключения из правила. 

Конкурсный проект комбината «Известия» (1940). Справа на втором плане здание Киевского вокзала, на первом плане — мост, планировавшийся к постройке примерно на месте нынешнего моста Богдана Хмельницкого

В 1940 году Иофан развил тему ступенчатых пилонов в проекте комбината «Известия» на площади Киевского вокзала. Ступенчатое повышение параллельных плоскостей стен вдоль набережной повторяет идеи парижского павильона, а облик выходящего на площадь внутреннего двора с парадной лестницей и «прорезающей» его скульптурой — композицию павильона в Нью-Йорке. Проект был принят к постройке, которая не состоялась из-за начала войны. В проекте здания Наркоминдела 1944 года основной объём — простой, массивный параллелепипед, прорезанный длинными узкими оконными проёмами. В центре фасада — шесть выступающих ступенчатых пилонов, придающие зданию динамику движения.
В проектах выставочных павильонов 1930-х годов проявилась и другая сторона стилистики Иофана — синтез искусств, прежде всего архитектуры и крупномасштабной скульптуры. «Рабочий и колхозница» и «Рабочий со звездой» были центральными элементами целостных архитектурных композиций и средствами развития архитектурных идей, а несущие их здания не воспринимались современниками как пьедесталы под скульптуры. Именно Иофан был автором замысла обеих скульптур. Следуя складывающемуся канону социалистического реализма, он создавал типичный, обобщённый скульптурный образ человека, подчас пренебрегая деталями. Его позднейший опыт в синтезе архитектуры и монументальной живописи оказался неудачным. На станции метро «Бауманская» всё ограничилось орнаментальной мозаикой в вестибюле, а художественное решение Института физической культуры не было завершено.
В 1944 году в Москве завершилось строительство станции метро «Бауманская» (в проекте «Спартаковская») и лаборатории кислорода Института физических проблем на Ленинских горах.
Оба проекта свидетельствовали о постепенном отходе Иофана от «американизированного» пилонного стиля 1930-х годов к строгой упрощённой неоклассике. В «Спартаковской» обращение к римской классике было обусловлено названием станции, в проекте Института — вероятно, вкусами его директора и коллеги Иофана по ЕАК П. Л. Капицы.  В «Спартаковской» сохранились и традиционные ступенчатые пилоны, ставшие по мнению Л. М. Полякова вредным шаблоном: ради декоративного эффекта Иофан значительно уменьшил полезную ширину главного зала.
В 1947 году Иофан проработал несколько вариантов высотного здания в Зарядье и 32-этажного жилого комплекса на Ленинских горах (на рубеже 1948 года площадка на Ленинских горах была перепрофилирована под главное здание МГУ). В это время сталинская архитектура обратилась к заимствованию и копированию приёмов русского национального зодчества; Иофан публично поддерживал идею «русских небоскрёбов», но сам продолжал работать в уже устаревшем пилонном стиле. Стилистика его высотных проектов, опиравшаяся на принцип ступенчатого нарастания вертикальных масс, оставалась американской; «советский акцент» создавался лишь скульптурой и государственной символикой. По мнению В. В. Седова, в этих неосуществлённых эскизах Иофан «придумал нечто, что можно назвать „жизнерадостный“ и вместе с тем „упорядоченный“ небоскрёб». Ступенчатые пилоны оставались непременными элементами «бумажной архитектуры» Иофана и в последующие десятилетия — до эскизов 1975—1976 годов включительно.

## Отношения с властью

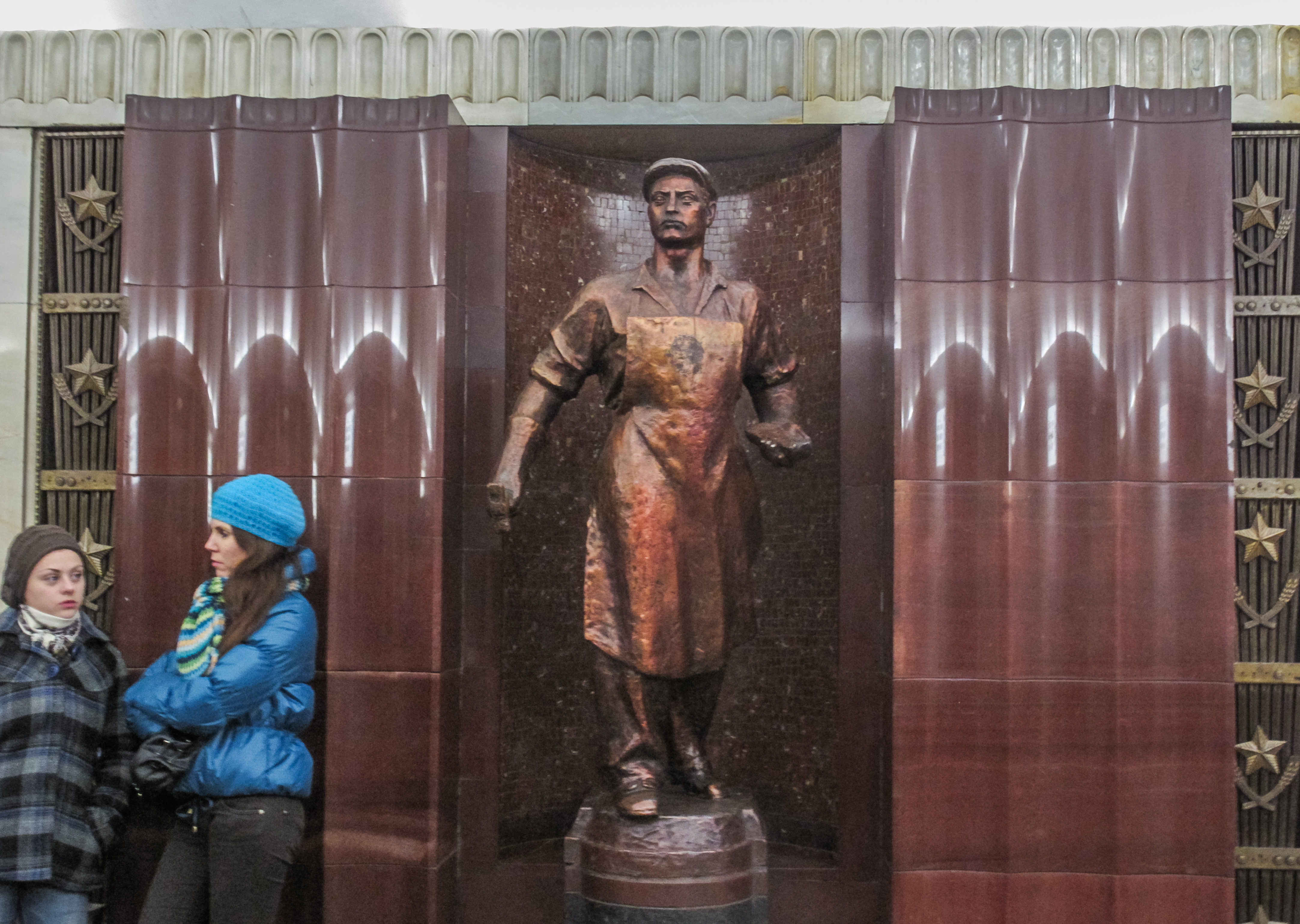
Станция метро «Бауманская». Каннелированные выступы, обрамляющие несущие пилоны, задают поперечный ритм центрального зала

1930-е и 1940-е годы стали самым успешным периодом в карьере Иофана. Он и его многочисленная родня благополучно пережили сталинские репрессии, несмотря на то, что покровители и кураторы Иофана А. И. Рыков, А. С. Енукидзе, И. И. Межлаук, А. А. Визнер погибли в ходе Большого террора, а В. А. Дёготь и М. В. Крюков умерли в лагерях. В 1935 году бывший подчинённый Иофана на строительстве «дома на набережной» Эрих Констант был обвинён в подготовке покушения на Сталина; Иофан отделался «общественным порицанием». В 1936 году Иофан оказался замешан в деле С. А. Лисагора; Лисагор, как и Констант, погиб, а Иофан получил выговор за «потерю партийной бдительности». В 1938 году В. М. Молотов инициировал оперативную разработку А. Н. Прокофьева, в ходе которой был собран компромат и на Иофана; негласное следствие не получило продолжения, Прокофьев и Иофан остались на свободе.
Иофан, один из основателей Еврейского антифашистского комитета (ЕАК), не был непосредственно затронут послевоенными репрессиями; напротив, в 1947 году аппарат ЦК предлагал назначить Иофана на пост руководителя ЕАК взамен утратившего доверие С. М. Михоэлса. В 1948 году ЕАК был распущен, его активисты арестованы и впоследствии казнены, а для Иофана всё ограничилось фактической опалой при сохранении номинальной должности главного архитектора Дворца Советов и членства в Академии архитектуры. Его предложения по реконструкции Сталинграда и Новороссийска были отвергнуты; Н. П. Былинкин и в особенности К. C. Алабян дали разгромные отзывы на «гигантоманские», неуместно пышные для послевоенных лет проекты.
В марте 1948 года правительство поручило ещё действовавшему Управлению строительства Дворца Советов проектирование и строительство главного здания МГУ. 24 апреля Прокофьев и Иофан получили официальные выговоры за срыв работ по реконструкции ресторана «Яр», а 3 июля 1948 года они были одновременно отстранены. Главным архитектором МГУ стал Л. В. Руднев, руководителем строительства — генерал А. Н. Комаровский. В изложении И. Ю. Эйгеля единственной причиной снятия Иофана стал его отказ отодвинуть здание от бровки Воробьёвского шоссе. «Зодчему хотелось, чтобы здание, от которого начинается новый район, включалось в застройку города … не скрывалось за возвышенностью Ленинских гор и связывалось с водной гладью», тогда как соображения инженерной безопасности и удобства планировки кампуса диктовали перенос строительства на триста метров к юго-западу. В XXI веке эту версию признают основной искусствовед М. А. Костюк и краевед А. А. Васькин. Биограф Иофана Деян Суджич считает, что её распространял сам архитектор в попытке сохранить лицо. По мнению Суджича, вероятной причиной случившегося стало неверие власти в способность Иофана и Прокофьева реализовать проект в назначенные сроки, но главное — Иофан стал мишенью «борьбы с космополитизмом». Иофан, поддерживавший ЕАК и создание Израиля, был по-прежнему приближен к верховной власти и потому попал под удар одним из первых. По мнению В. В. Седова, имели место одновременно и политический, и стилистический мотивы: «пилонный стиль» архитектора, сложившийся в тридцатые годы, более не отвечал вкусам власти.
Иофан потерпел крупное административное и профессиональное поражение и был отстранён от ведения крупных проектов до 1953 года. Руднев, взяв за основу композицию Иофана, усовершенствовал её силуэт, распределение масс и детали оформления — в итоге, по мнению Седова, получился эталонный советский небоскрёб, «улучшенный Иофан» и авторская работа самого Руднева одновременно. Непросто складывалась судьба Иофана и во время хрущёвской оттепели. В 1953 году архитектор сумел вернуться к работе над задуманным в 1940-е годы комплексом Нефтяного и Горного институтов на Ленинском проспекте, но его реализация в упрощённых и уменьшенных формах оказалась неудачной. Вначале проект сократился до одного Нефтяного института высотой в 11—12 этажей, а после выхода постановления об «архитектурных излишествах» архитектору пришлось уменьшить его объём и высоту, отказаться от декора и упростить композицию. Идея Дворца Советов, которой Иофан отдал лучшие годы жизни, была окончательно похоронена; власть принуждала архитекторов работать с типовыми проектами из сборного железобетона. В 1961 году умерли брат Дмитрий и Ольга; её дочь от первого брака, Ольга-младшая, приняла на себя заботу о дряхлеющем отчиме. По завершении института Губкина, Иофану не довелось построить при Хрущёве ни одного здания; две его последние постройки — жилой квартал на Щербаковской улице и комплекс Института физической культуры на Сиреневом бульваре — были заложены уже при Брежневе.

## Градостроительные проекты 1950—1970-х годов

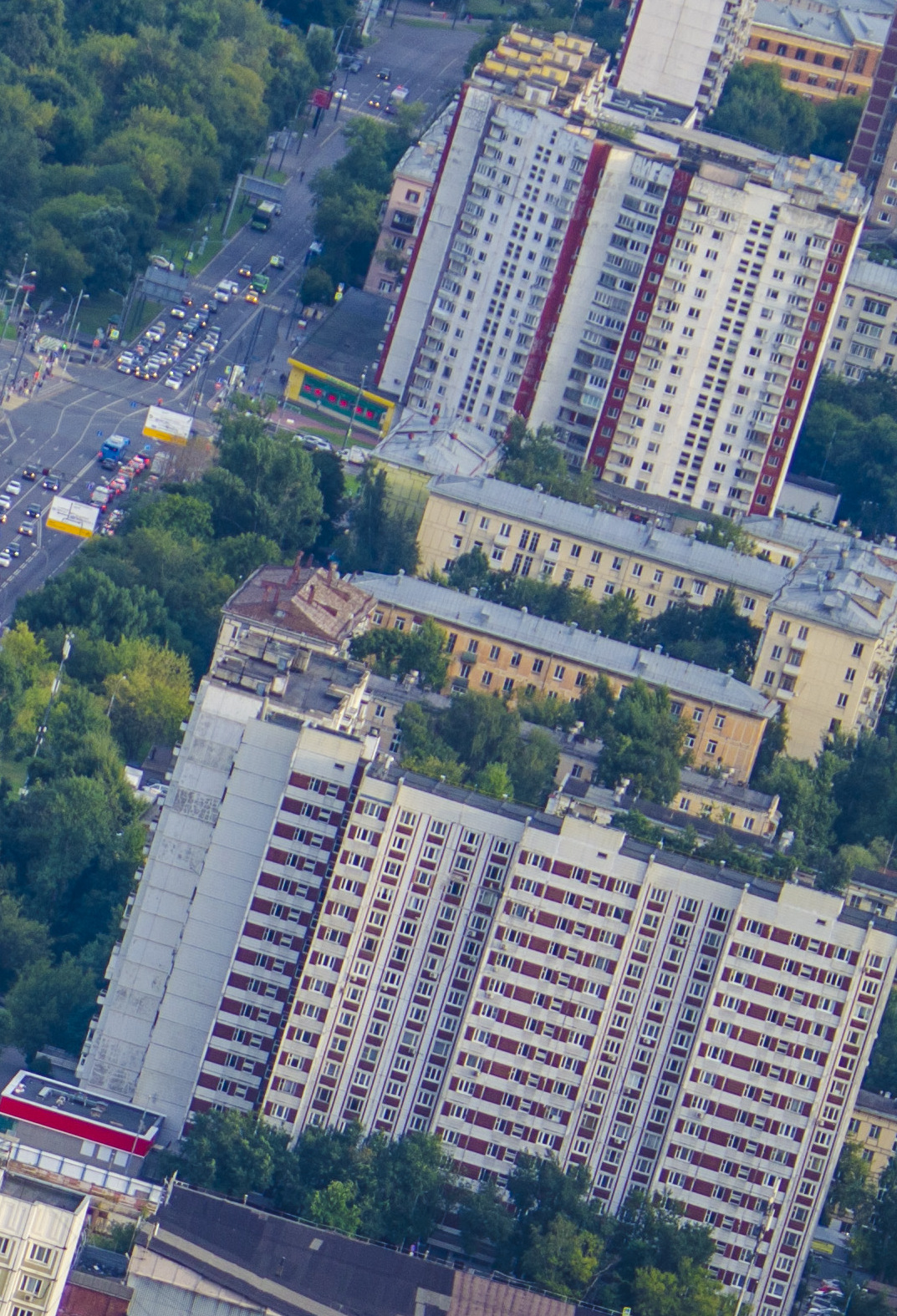
Вид с Останкинской телебашни к центру вдоль Шереметьевской улицы. Справа в центре — «иофановский» квартал в окружении типовой застройки конца 1970-х — начала 1980-х годов

С 1954 по 1964 годы Иофан возглавлял 6-ю мастерскую Моспроекта и занимался архитектурно-планировочными решениями новых и реконструируемых жилых районов Москвы — Сокольников, Черкизова, Северного Измайлова, Марьиной Рощи и Останкина. «Девять принципов» Иофана, изложенные в печати в 1960 году, декларировали отказ от периметральной планировки в пользу комплексной микрорайонной застройки укрупнённых кварталов свободно расставленными зданиями. Архитектурные проекты Иофана этого периода тяготели к модернизму и заметно отличались от его довоенных работ.
Наиболее интересным градостроительным проектом, по мнению И. Ю. Эйгеля, была парковая магистраль от площади Коммуны до Останкина (улица Советской Армии и Шереметьевская улица). Её центром был «зелёный клин» шириной 180 м, смыкающийся на юге с парком ЦДСА. К западу и востоку от него вместо примерно пятидесяти малоэтажных кварталов проектировались восемь новых укрупнённых кварталов площадью 20—30 га каждый, застроенные типовыми домами в 5 и 8 этажей. Один такой опытный квартал, между Сущёвским Валом и 3-м проездом Марьиной Рощи, был фактически построен. Проект в целом не состоялся: практика показала, что предложенная Иофаном верхняя планка в восемь этажей была недостаточной для Москвы, и застройка Марьиной Рощи производилась типовыми домами в 12—16 этажей. Застройка Северного Измайлова выполнялась преимущественно пятиэтажными типовыми домами. Проект предусматривал постройку экспериментального пятиэтажного «дома из пластических масс» с несущим каркасом из предварительно-напряжённого сборного железобетона и композитных стеновых панелей толщиной 160 мм. По утверждению авторов, «пластиковый дом» должен был стать самым лёгким из всех типовых проектов своего времени (100 кг на 1 м3 общей площади).

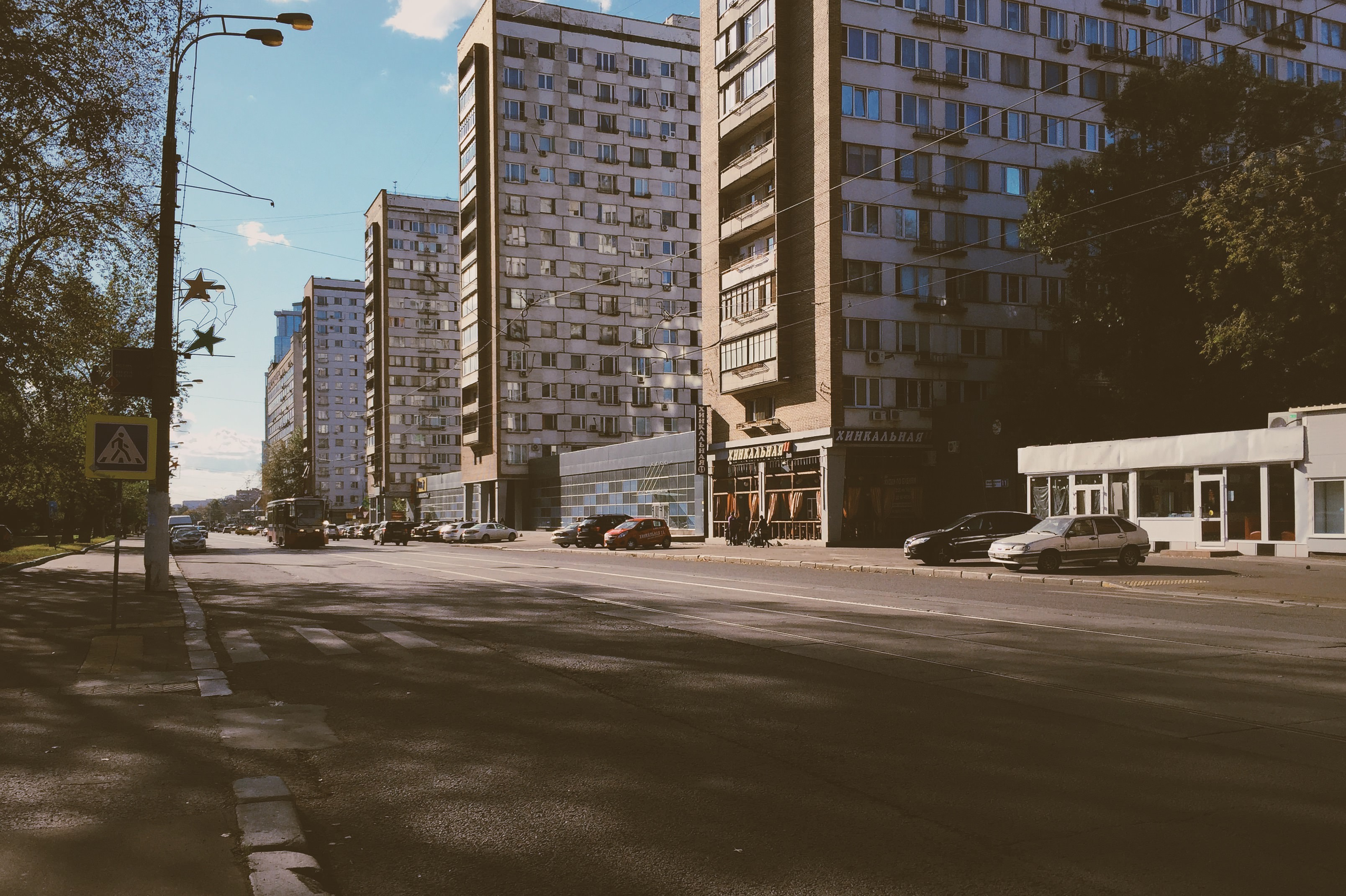
Квартал на Щербаковской улице

В начале периода индустриального панельного строительства Иофан продвигал идею односекционных, или точечных типовых домов; такие дома могли строиться одиночно или блокироваться в многосекционные корпуса с помощью балконов-перемычек. Этот подход, не нашедший вначале поддержки, оказался востребованным в 1960-е годы. Архитектор реализовал его в квартале из четырёх шестнадцатиэтажных домов-секций на Щербаковской улице. Три из четырёх секций объединяет двухэтажный стилобат длиной более 100 м; под ним, ниже уровня тротуара, расположены складские помещения магазинов и сквозной проезд для грузового автотранспорта. Строительство затянулось на 13 лет и завершилось в самом конце жизни архитектора, в 1975 году. Последней осуществлённой постройкой Иофана стала первая очередь Института физической культуры (1964—1971) — комплекс из пяти корпусов, стилистически и композиционно близкий к решению санатория «Барвиха».

Эскиз музейного комплекса на Стрелке, 1975 или 1976

В 1939—1966 годы советские архитекторы неоднократно предлагали перенос «Рабочего и колхозницы», с 1939 года стоявших на аллее северного входа на ВДНХ, на предусмотренную авторским замыслом высоту и на лучшее место — от Боровицкой и Манежной площадей до въезда в город со стороны Внукова. В. И. Мухина предпочитала верхнюю террасу Ленинских гор, а сам Иофан в 1960-е годы предлагал поставить «Рабочего и колхозницу» на главной аллее парка Горького, на месте «девушки с веслом». Его беспокоило не столько местонахождение скульптуры, сколько её непропорционально низкий постамент; он не оставлял надежды на воссоздание парижского павильона в полном объёме.
В 1975 году власти Москвы в очередной раз приняли постановление об установке «Рабочего и колхозницы» на высокий пьедестал и назначили восьмидесятитрёхлетнего Иофана художественным руководителем проекта. Из нескольких возможных мест Иофан на этот раз выбрал стрелку Острова, где предполагалось разместить комплекс музеев. Его эскизы 1975—1976 годов стали своего рода творческой автобиографией архитектора: помимо реплики парижского павильона, «музей на Стрелке» должен был включать авторские цитаты из ранних, модернистских проектов Дворца Советов и украшенную ступенчатыми пилонами башню по мотивам Рокфеллер-центра. 4 марта 1976 года врач санатория «Барвиха», где тогда лечился Иофан, обнаружил его в палате в бессознательном состоянии. В изложении И. Ю. Эйгеля Иофан лежал «у чертёжной доски, на которой был наколота калька с последним эскизом размещения скульптуры», в изложении Деяна Суджича Иофан сжимал эскиз в руках. 11 марта 1976 года архитектор скончался, не приходя в сознание.
При жизни Иофан не стремился к популярности и не пытался издавать книги о собственном творчестве. Первую подробную биографию архитектора опубликовал в 1978 году его многолетний секретарь И. Ю. Эйгель; в 2019 году вышла монография М. А. Костюк, в 2021 году состоялась научная конференция «Иофан 130». Графическое наследие, библиотека и архив архитектора десятилетиями хранились в его квартире в «доме на набережной». Суджич, посетивший её в 2008 году, с удивлением обнаружил рядом с эскизами Дворца Советов коробки с совершенно секретными телеграммами Молотова. Позже С. Э. Чобан выкупил собрание у наследников и перевёз его в Германию. Первое научное исследование работ Иофана, хранящихся в частном Музее архитектурного рисунка фонда Чобана, опубликовал в 2022 году В. В. Седов.

## Награды и звания
- Сталинская премия второй степени (1941) — за проект павильона СССР на Всемирной выставке в Париже в 1937 году[246]
- Орден Ленина (1971) — за заслуги в развитии советской архитектуры и в связи с 80-летием[246]
- Орден Трудового Красного Знамени (10.05.1938) — за успешную работу по постройке советского павильона на Международной выставке в Париже 1937 года[246]
- Орден Трудового Красного Знамени (1957) — за успехи в жилищном и культурно-бытовом строительстве Москвы[246]
- Орден Красной Звезды (1944) — за проект и строительство станции Московского метрополитена «Бауманская»[246]
- Медаль «За доблестный труд в Великой Отечественной войне 1941—1945 гг.»[246]
- Медаль «За оборону Москвы»[246]
- Медаль «В память 800-летия Москвы»[246]
- Академик архитектуры (1939)[246]
- Заслуженный строитель РСФСР (1966)[246]
- Народный архитектор СССР (1970)[246]
- Член президиумов правления Союза архитекторов СССР и Академии архитектуры СССР (1935)[246]
- Член-корреспондент Королевского института британских архитекторов (1948)[246]
- Золотая медаль и диплом «Гран при» Всемирной выставке в Париже (1937)[246]
- Звание почётного гражданина города на Всемирной выставке в Нью-Йорке (1939)[246]
- 9 февраля 1979 года на фасаде дома Зотова (Кремлёвская набережная, 1/9 строение 8) была установлена мемориальная доска авторства Ю. Е. Гальперина[278]

## Осуществлённые проекты
В основе списка — перечень из монографии И. Ю. Эйгеля, с уточнениями по позднейшим публикациям. Серым цветом выделены объекты, не подтверждаемые авторами XXI века, бледно-красным цветом — утраченные постройки.
| Датировка | Название                                                                | Расположение | Соавторы и исполнители |
| --------- | ----------------------------------------------------------------------- | --- | --- |
| 1916      | Жилые дома                                                              | Монте Верде, Рим | По мнению Ф. Патти, атрибуция Иофану — сомнительна; объект, известный по одной фотографии, на местности не идентифицирован |
| 1916—1917 | Школа                                                                   | Аквила | Руководитель проекта Джузеппе Либери; по мнению Деяна Суджича более вероятно, что речь идёт об Антонино Либери. Объект на местности не идентифицирован. Возможно, речь идёт о школе О. Ф. Огарёвой близ Нарни                                                                             |
| 1919—1920 | Капелла (часовня) семьи Амброджи                                        | Кампо Верано, Рим | Архитектор Б. М. Иофан |
| 1919—1920 | Расширение городского кладбища                                          | Нарни 42,53185° с. ш. 12,51353° в. д.                                                                                  | Архитектор Б. М. Иофан |
| 1920—1921 | Больница                                                                | Перуджа | Объект на местности не идентифицирован |
| 1920—1921 | Многоквартирный дом                                                     | Рим | Руководитель проекта Джулио Барруччи. Объект на местности не идентифицирован |
| 1922      | Жилые дома                                                              | Колина Вольпи, Рим | Руководитель проекта Эрнесто Уголино. Объект, известный по одной фотографии, на местности не идентифицирован |
| 1924      | Жилые дома и планировка посёлка Штеровской ГРЭС                         | Миусинск, Луганская область 48,093° с. ш. 38,8663° в. д.                                                               | Архитектор Б. М. Иофан |
| 1924—1926 | Опытно-образцовые дома для рабочих на Русаковской улице                 | Москва, Русаковская улица 7 55,7830° с. ш. 37,6712° в. д.                                                              | Архитекторы Б. М. Иофан, Д. М. Иофан |
| 1926—1927 | Трёхэтажный жилой дом                                                   | Москва, Большая Серпуховская улица 34 корпус 6 55,72464° с. ш. 37,62585° в. д.                                         | Архитекторы Б. М. Иофан, Д. М. Иофан. Авторство Иофанов установлено С. А. Никитиным и А. И. Фроловым и пока не подтверждено иными исследователями. |
| 1926—1927 | Здание опытной станции Химического института имени Карпова              | Москва, Улица Воронцово Поле 10 стр. 15 55,7515° с. ш. 37,6527° в. д.                                                  | Архитектор Б. М. Иофан при участии архитектора Д. М. Циперовича, инженеров Л. П. Кампнера, Б. П. Попова, Е. И. Кургана |
| 1927      | Обслуживающие помещения Высшей пограничной школы                        | Москва | Архитектор Б. М. Иофан |
| 1927—1931 | Колхозный, химический и административный корпуса и проект генплана ТСХА | Москва, Лиственничная аллея 55,8340° с. ш. 37,5549° в. д.                                                              | Архитектор Б. М. Иофан при участии архитектора Д. М. Циперовича, инженеров Е. И. Кургана, Д. А. Касаткина |
| 1927—1931 | Дом ЦИК и СНК СССР                                                      | Москва, Улица Серафимовича, 2 55,7444° с. ш. 37,6131° в. д.                                                            | Архитекторы Б. М. Иофан, Д. М. Иофан при участии архитекторов А. И. Баранского, Я. Ф. Попова, инженеров Д. А. Касаткина, Е. И. Кургана, Б. П. Попова |
| 1929—1934 | Санаторий «Барвиха»                                                     | посёлок Барвиха, владение 1 55,7266° с. ш. 37,2659° в. д.                                                              | Архитектор Б. М. Иофан при участии архитектора Д. М. Циперовича, инженеров Д. А. Касаткина и Е. И. Кургана |
| 1937      | Павильон СССР на Всемирной выставке 1937 года в Париже                  | Париж, к югу от дворца Шайо 48,8597° с. ш. 2,2897° в. д.                                                               | Архитектор Б. М. Иофан при участии архитекторов М. В. Андрианова, А. И. Баранского, С. А. Гельфельда, Ю. П. Зинкевича, Д. М. Иофана, Я. Ф. Попова, В. Б. Поляцкого, Д. М. Циперовича, инженеров Б. А. Дзержковича, П. Н. Львова, Д. А. Касаткина, П. П. Тарасенко, скульптор В. И. Мухина |
| 1938—1939 | Павильон СССР на Всемирной выставке 1939 года в Нью-Йорке               | Флашинг-Медоус — Корона-парк, Квинс                                                                                    | Архитектор Б. М. Иофан при участии архитекторов М. В. Андрианова, К. С. Алабяна, Я. Б. Белопольского, Ю. П. Зинкевича, Д. М. Иофана, П. П. Кушныря, скульптор В. А. Андреев |
| 1939—1944 | Станция метро «Бауманская»                                              | Москва, Бауманская улица 33/2 55,7724° с. ш. 37,6791° в. д.                                                            | Архитекторы Б. М. Иофан , Ю. П. Зинкевич, В. В. Пелевин, скульпторы В. А. Андреев, О. А. Андреева, С. В. Кольцов |
| 1944—1947 | Лаборатория Института физических проблем АН СССР                        | Москва, улица Косыгина, 2 стр. 2 55,7088° с. ш. 37,5735° в. д.                                                         | Архитекторы Б. М. Иофан, Е. Н. Стамо при участии архитектора Г. А. Асеева и инженера И. Л. Маллера |
| 1949—1956 | Институт нефтехимической и газовой промышленности имени Губкина         | Москва, Ленинский проспект, 65 55,6920° с. ш. 37,5553° в. д.                                                           | Архитекторы Б. М. Иофан, С. Н. Михайлов, Л. Н. Афанасьев, инженер Ф. М. Двосин |
| 1954—1963 | Проект застройки магистрали площадь Коммуны — Останкино                 | Москва, улицы Советской Армии и Шереметьевская                                                                         | Архитекторы Б. М. Иофан, В. В. Калинин, С. М. Матвеев, С. Д. Мишарин. Реализована малая часть по западной стороне Шереметьевской улицы (дома 1—9) |
| 1958      | Застройка северной части района Измайлово                               | Москва, в границах между Щёлковским шоссе с севера, Верхней Первомайской улицей с юга и 15-й Парковой улицей с востока | Архитекторы Б. М. Иофан, В. В. Калинин, С. М. Матвеев, С. Д. Мишарин, инженеры С. Эфроимская, В. Шафран, М. Ивановская, А. Сегединов, М. Галант, А. Пахомова |
| 1962—1975 | 16-этажные жилые дома на Щербаковской улице                             | Москва, Щербаковская улица, 5—11 55,7828° с. ш. 37,7271° в. д.                                                         | Архитекторы Б. М. Иофан, Д. Алексеев, Н. Челищев, А. Смехов, инженеры С. Кошелкин, Л. Шойхет, Л. Шустров, М. Рейтман |
| 1962—1975 | Государственный институт физической культуры                            | Москва, Сиреневый бульвар, 4 55,8016° с. ш. 37,7612° в. д.                                                             | Архитекторы Б. М. Иофан, Д. В. Алексеев, Ю. Е. Гальперин, В. М. Добраковский, Г. П. Карибов, инженеры Ю. А. Дыховичный, М. И. Пугачевский |